# Jennifer Nansubuga Makumbi
Jennifer Nansubuga Makumbi (Kampala, 1967) è una scrittrice ugandese naturalizzata britannica, i cui scritti attingono fortemente alle tradizioni orali dei Ganda, in particolare a miti, leggende, racconti e detti popolari di una parte della popolazione ugandese.

## Biografia
Nata a Mengo (una divisione di Kampala), in Uganda, nel 1967 da Anthony Kizito Makumbi e Evelyn Nnakalembe. I suoi genitori si separarono quando lei aveva due anni e per altri due anni visse con suo nonno. Durante il regime di Idi Amin Dada, suo padre, banchiere, fu arrestato e brutalizzato. Jennifer Makumbi fu poi cresciuta da sua zia, visse a Nakasero e poi a Kololo. Ha studiato all'Università Islamica dell'Uganda (dove curò una rivista accademica, The IUIU Mirror), quindi ha insegnato, alla fine degli anni '90, dedicandosi contemporaneamente alla scrittura. 
Trasferitasi nel Regno Unito intorno ai vent'anni,, entrando nel settembre 2001 alla Manchester Metropolitan University e conseguendo un dottorato di ricerca in scrittura creativa all'Università di Lancaster; la sua tesi The Kintu Saga, ha vinto nel 2013 il "Kwani? Manuscript Project", fondato dallo scrittore e attivista LGBT Binyavanga Wainaina e dedicato a manoscritti inediti ed è diventata l'anno successivo il suo romanzo d'esordio, Kintu. Un romanzo tradotto subito in altre lingue ed in cui sconvolge i luoghi comuni sulla virilità dell'uomo africano. Ha poi insegnato in diverse università del Regno Unito, stabilendosi a Manchester con il marito e il figlio..
In seguito ha pubblicato due raccolte di racconti e un secondo romanzo, The First Woman, insignito del Premio Jhalak nel 2021.

## Opere

### Romanzi
- Kintu (2014), Roma, 66thand2nd, 2019 traduzione di Emilia Benghi ISBN 978-88-329-7098-2.
- The First Woman (2020)

### Raccolte di racconti
- Manchester Happened (2019)
- Let's Tell This Story Properly (2019)

## Premi e riconoscimenti
- 2014 - Commonwealth Short Story Prize con Let's Tell This Story Properly[9]
- 2018 - Premio Letterario Windham–Campbell nella categoria "Narrativa"[10]
- 2021 - Premio Jhalak con The First Woman[11]